# Филипьев, Иван Николаевич
Иван Николаевич Филипьев (1889—1938) — русский и советский зоолог, энтомолог, гельминтолог, один из основоположников фитогельминтологии, последние годы жизни и научной деятельности которого связаны были с Алма-Атой. Его научные труды посвящены нематологии, гельминтологии, энтомологии и зоологии. Одним из крупнейших в СССР специалистов по защите растений. Наиболее важной является его работа «Нематоды вредные и полезные в сельском хозяйстве» (1934). Репрессирован в 1933 году и сослан в Алма-Ату, где был впоследствии повторно арестован в 1938 году и расстрелян. Реабилитирован в 1956 году.
В его честь был назван вид дневных бабочек эндемичный России — Голубянка Филипьева.

## Биография
Родился 25 мая (6 июня) 1889 года (по другой информации — 24 июня 1889) в Санкт-Петербурге в дворянской семье. Отец, Николай Иванович Филипьев (1852— 1917), известен как директор Международного коммерческого банка в Петербурге, приходился свояком директору Московской консерватории В. И. Сафонову; мать, дочь И. А. Вышнеградского, Софья Ивановна (1859—1936).
В 1906 году он поступил в группу биологии физико-математического факультета Императорского Санкт-Петербургского университета. 30 апреля (13 мая) 1910 года Филипьев окончил его и в соответствии с действующими на то время правилами, диплом об окончании университета ему был выдан только 24 сентября (7 октября) 1910 года. По окончании он был оставлен при университете «для подготовки к профессорскому званию».
Первый арест Филипьева был в 1931 году по ст. 58 (подрыв государственной промышленности, транспорта, торговли в контрреволюционных целях путем использования государственных учреждений или противодействия их нормальной деятельности (в том числе в интересах капиталистических организаций)). В 1933 году он был повторно арестован и выслан в Алма-Ату сроком на 5 лет (до 19 марта 1938 года). Прибыл Филипьев в Алма-Ату на поселение в феврале 1933 года и впоследствии проживал по адресу улица Алма-Атинская № 47. Вместе с тем он был переведен в Казахский филиал АН СССР, где в качестве ученого специалиста сектора зоологии Филипьев проработал с 26 мая 1933 года по 19 августа 1937 года. Что именно стало причиной его высылки из Ленинграда, неизвестно. Каких-либо документы на этот счет не обнаружено. Также причиной высылки и ареста учёного могло послужить острословие Филипьева.
В 1937 год, когда Филипьев закончил редактирование и внесение изменений в рукописи книг «Животный мир СССР» и первый том «Руководства по зоологии», в НКВД против ученого и его коллег было открыто дело «Об антисоветской диверсионно-вредительской организации энтомологов». 17 августа 1937 года, согласно с ордером № 455, сотрудниками НКВД был произвел обыск на квартире Филипьева, а он сам был арестован.
После ареста известных ученых Казахстана Филипьева и Н. Н. Троицкого, по указанию из Москвы "Бюро ЦК КП(б) Казахстана 10 сентября 1937 года принимает постановление «Об организации показательных процессов над участниками контрреволюционных групп, вредивших в области сельского хозяйства». Филипьеву было предъявлено обвинение в том, что он «в 1933 году выдвинул и открыто пропагандировал вредительскую „теорию“ о бесполезности и ненужности отработки саранчовых гнездилищ на Балхаше с целью сорвать зерновые посевы в прилагающих районах», «проводил вредительскую работу в системе защиты растений», якобы осуществлял «срыв борьбы с вредителями сельского хозяйства в Казахстане». По показаниям, которые были получены путем пыток, Филипьев свою вину признал частично. 7 марта 1938 года, одновременно с ещё 42 осужденными Филипьев был расстрелян в Алма-Ате в здании НКВД в подвальном помещении внутренней тюрьмы. Как и другие казнённые был захоронен вдоль старой дороги из Алма-Аты через станцию Или и далее на Талды-Курган. Реабилитирован 17 ноября 1956 года.

## Научная деятельность
С детства Филипьев увлекся энтомологией, сохранив это увлечение до конца жизни и сделав её своей второй специальностью. Главной научной деятельностью Филипьева было изучение нематод. Он является одним из основоположников мировой нематологии, и в частности такой её прикладной ветви, как фитогельминтология. Занимаясь изучением вредителей сельскохозяйственных культур, как насекомых, так и нематод, Филипьев в конце 1920-х — начале 1930-х гг. стал одним из крупнейших в СССР специалистов по защите растений.
В 1928 году в составе советской делегации он принимает участие в IV Международном конгрессе энтомологов в Итаке (США). Здесь он выступает с докладом «Саранчовый вопрос в СССР». Филипьев поддерживал научные связи с зарубежными коллегами. 15 декабря 1928 года на заседании Вашингтонского гельминтологического общества он выступил с докладом о системе нематод, который лёг в основу последующих систематических работ.
Со временем его избирают членом Вашингтонского гельминтологического общества, Американского общества прикладных энтомологов, Французского энтомологического общества, Французского зоологического общества, Французского общества растительной патологии.
Наряду с научной работой Филипьев занимается преподаванием, читает курсы лекций на кафедре энтомологии Санкт-Петербургского университета, в Лесном институте, на Курсах прикладной зоологии и фитопатологии в Ленинградском эстонском педагогическом техникуме. В период с 1920 по 1930 год Филипьев издаёт свои основные научные работы по нематологии и энтомологии.
После ссылки в Алма-Ату Филипьев был принят на работу в Казахский филиал АН СССР. Здесь он в 1933—1934 годах проводил подробные исследования саранчовых в Южном Прибалхашье, изучал климат, водные ресурсы, ландшафт, животный мир, животноводство, рыболовство, пути сообщения и перспективы развития народного хозяйства края.
Уже после ареста в издательстве АН СССР был издан первый том многотомного издания «Животный мир СССР», раздел которого «Свободно-живущие круглые черви» (с. 579—583) был написан Филипьевым. Список литературы данного раздела включает в себя 8 основных работ Филипьева, посвященных фаунистике и систематике нематод. Фамилия Филипьева, как автора раздела указана и в самом разделе, и в оглавлении. В этом же году под редакцией Л. А. Зенкевича в Биомедгизе выходит в печать первый том «Руководства по зоологии». В нём раздел «Класс круглых червей» (с. 557—627), написанный Филипьевым, подписан так: «Составлено под редакцией проф. Л. А. Зенкевича». В списке литературы отсутствуют любые работы Филипьева.

## Основные работы
- Филипьев И. Н. Свободноживущие нематоды коллекций Зоологического музея Императорской Академии наук//Ежегодник Зоол. музея Академии наук. Пг., 1916. С. 59—116. (Переиздание на английском языке 1973 г.).
- Филипьев И. Н. Свободноживущие морские нематоды окрестностей Севастополя. Пг., 1918—1921. 614 с. (Переиздание на немецком языке 1925 г. и на английском 1968—1970 гг.).
- Филипьев И. Н. Современные основы эволюционного учения. 1925. (Рукопись учебника для ВУЗ’ов; Архив АН СССР, ф. 299, оп. 1, № 7).
- Filipjev I. N. Les Nematodes Libres des mers Septentrionales appartenant a la famille des Enoplidae // Arch. Naturg. 1925. Bd 91, Abt. A(6). S. 1—216.
- Филипьев И. Н. Озимая совка // Тр. по прикладн. энтомологии. 1926. Т. 13, вып. 4. С. 223—256.
- Филипьев И. Н. Фенология и вредители // Изв. Гос. ин-та опытной агрономии. 1927. Т. 6. С. 441—456.
- Филипьев И. Н. Определитель насекомых. М., 1928. 943 с.
- Filipjev I. N. Les Nematodes Libres de la baie de la Neva et de l’extremite orientale du Golf de Finland // Arch. Hydrobiol. 1929—1930. Bd 20—21. S. 637—699+1—64.
- Filipjev I. N. Report on freshwater Nematoda: Mr. Omer-Cooper investigation of the Abyssinian freshwater // Proc. Zool. Soc. London, 1931. Vol. 2. P. 429—443.
- Filipjev I. N. Eine neue Art der Gattung Nеoaplectana // Паразитол. сборник Зоол. ин-та АН СССР. 1934. Т. 4. С. 229—240.
- Filipjev I. N. The classification of the freeliving Nematodes and their relation to the parasitic Nematodes // Smithson. Miscell. Collect. 1934. Vol.89. P. 1—63.
- Филипьев И. Н. Нематоды вредные и полезные в сельском хозяйстве. М.; Л., 1934. 440 с. (Переиздание на английском языке 1941 и 1959 гг.).
- Филипьев И. Н. О свободноживущих родах и паразитах растений из подсемейства Tylenchinae // Тр. Зоол. ин-та АН СССР. 1936. Т. 3. С. 537—550.
- Филипьев И. Н. Свободноживущие круглые черви // Животный мир СССР. М.; Л., 1937. Т. 1. С. 579—583.
- Филипьев И. Н. Класс круглый червей // Руководство по зоологии. М.; Л., 1937. Т. 1. С. 557—627.
- Филипьев И. Н. Свободноживущие нематоды из Северного Ледовитого океана // Тр. дрейфующей экспедиции Главсевморпути. 1946. Т. 3. С. 158—184.